# ارداف
اِرداف در اصطلاح بدیع و بیان آن است که متکلم برای بیان منظور خود، معنی دیگری که از توابع و لوازم معنی اصلی باشد، بیاورد و از این راه به منظور خود برسد. مانند این نمونه از ظهیر فاریابی
| نُه کرسی فلک نهد اندیشه زیر پای |  | تا بوسه بر رکاب قزل ارسلان دهد |

نُه کرسی فلک را زیر پای نهادن اشاره به بلندی شأن ممدوح دارد.

## منبع
- شریفی، محمد (۱۳۸۷).  محمد‌رضا جعفری، ویراستار. فرهنگ ادبیات فارسی‌. تهران: فرهنگ نشر نو و انتشارات معین. شابک ۹۷۸-۹۶۴-۷۴۴۳-۴۱-۸.